# Nessler-Verfahren
Das Nessler-Verfahren (nach dem Namensgeber eigentlich Neßler-Verfahren) ist ein Verfahren zur Erfassung von Ammoniak in der Umgebungsluft. Es handelt sich dabei um ein manuelles Verfahren.

## Aufbau, Verfahren und Einsatz
Bei der Probenahme wird die zu untersuchende Luft durch ein Absorptionsgefäß, das verdünnte Schwefelsäure enthält, geleitet. Das enthaltene Ammoniak reagiert dabei mit der Schwefelsäure zu Ammoniumsulfat. Anschließend erfolgt eine chemische Umsetzung mit Neßlers Reagenz, sodass ein gelbbraunes Kolloid entsteht, dessen Farbintensität photometrisch vermessen werden kann.
Die relative Nachweisgrenze liegt je nach Absorptionsgefäß zwischen 2,5 µg/m3 und 50 µg/m3. Das Verfahren ist nicht selektiv für Ammoniak und weist Querempfindlichkeiten gegenüber Aminen auf.
Eine VDI-Richtlinie aus dem Jahr 1976 zur Immissionsmessung der Ammoniakkonzentration mit dem Nessler-Verfahren wurde im Januar 2009 zurückgezogen.